# Psaume 49 (48)

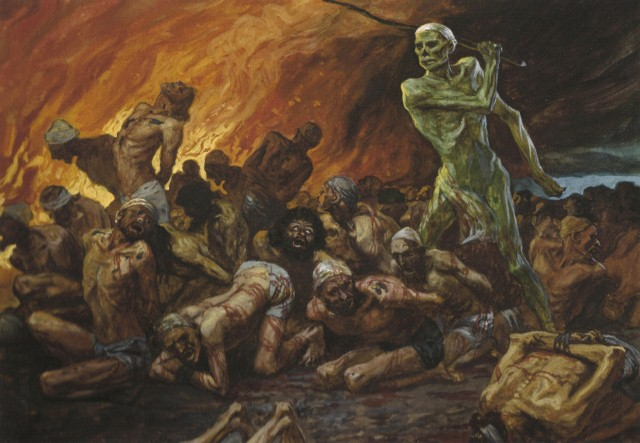
James Tissot, cour in art, environ 1800

Le psaume 49 (48 selon la numérotation grecque) est un psaume qui est attribué aux fils de Coré.
Ils l'ont écrit après avoir reconnu l'avidité de richesse de leur père comme la racine de sa chute et pour apporter un le but à la vie humaine sur terre par le développement spirituel et la préparation du monde à venir
.

## Texte
| 1  | א לַמְנַצֵּחַ לִבְנֵי-קֹרַח מִזְמוֹר.                                                                 | Au chef des chantres. Des fils de Koré. Psaume. | in finem filiis Core psalmus |
| 2  | ב שִׁמְעוּ-זֹאת, כָּל-הָעַמִּים; הַאֲזִינוּ, כָּל-יֹשְׁבֵי חָלֶד.                                              | Écoutez ceci, vous tous, peuples, prêtez l’oreille, vous tous, habitants du monde, | audite haec omnes gentes auribus percipite omnes qui habitatis orbem                                                                               |
| 3  | ג גַּם-בְּנֵי אָדָם, גַּם-בְּנֵי-אִישׁ-- יַחַד, עָשִׁיר וְאֶבְיוֹן.                                            | petits et grands, riches et pauvres ! | quique terriginae et filii hominum in unum dives et pauper                                                                                         |
| 4  | ד פִּי, יְדַבֵּר חָכְמוֹת; וְהָגוּת לִבִּי תְבוּנוֹת.                                                     | Ma bouche va faire entendre des paroles sages, et mon cœur a des pensées pleines de sens. | os meum loquetur sapientiam et meditatio cordis mei prudentiam                                                                                     |
| 5  | ה אַטֶּה לְמָשָׁל אָזְנִי; אֶפְתַּח בְּכִנּוֹר, חִידָתִי.                                                     | Je prête l’oreille aux sentences qui me sont inspirées, j’ouvre mon chant au son de la harpe. | inclinabo in parabolam aurem meam aperiam in psalterio propositionem meam                                                                          |
| 6  | ו לָמָּה אִירָא, בִּימֵי רָע-- עֲו‍ֹן עֲקֵבַי יְסוּבֵּנִי.                                                  | Pourquoi craindrais-je aux jours du malheur, lorsque l’iniquité de mes adversaires m’enveloppe ? | cur timebo in die malo iniquitas calcanei mei circumdabit me                                                                                       |
| 7  | ז הַבֹּטְחִים עַל-חֵילָם; וּבְרֹב עָשְׁרָם יִתְהַלָּלוּ.                                                     | Ils ont confiance en leurs biens, et se glorifient de leur grande richesse. | qui confidunt in virtute sua et in multitudine divitiarum suarum gloriantur                                                                        |
| 8  | ח אָח--לֹא פָדֹה יִפְדֶּה אִישׁ; לֹא-יִתֵּן לֵאלֹהִים כָּפְרוֹ.                                              | Ils ne peuvent se racheter l’un l’autre, ni donner à Dieu le prix du rachat. | frater non redimit redimet homo non dabit Deo placationem suam                                                                                     |
| 9  | ט וְיֵקַר, פִּדְיוֹן נַפְשָׁם; וְחָדַל לְעוֹלָם.                                                         | Le rachat de leur âme est cher, et n’aura jamais lieu ; | et pretium redemptionis animae suae et laboravit in aeternum                                                                                       |
| 10 | י וִיחִי-עוֹד לָנֶצַח; לֹא יִרְאֶה הַשָּׁחַת.                                                          | ils ne vivront pas toujours, ils n’éviteront pas la vue de la fosse. | et vivet adhuc in finem |
| 11 | יא כִּי יִרְאֶה, חֲכָמִים יָמוּתוּ-- יַחַד כְּסִיל וָבַעַר יֹאבֵדוּ;וְעָזְבוּ לַאֲחֵרִים חֵילָם.                        | Car ils la verront : les sages meurent, l’insensé et le stupide périssent également, et ils laissent à d’autres leurs biens.                                                                           | non videbit interitum cum viderit sapientes morientes simul insipiens et stultus peribunt et relinquent alienis divitias suas                      |
| 12 | יב קִרְבָּם בָּתֵּימוֹ, לְעוֹלָם-- מִשְׁכְּנֹתָם, לְדוֹר וָדֹר;קָרְאוּ בִשְׁמוֹתָם, עֲלֵי אֲדָמוֹת.                         | Ils s’imaginent que leurs maisons seront éternelles, que leurs demeures subsisteront d’âge en âge, eux dont les noms sont honorés sur la terre.                                                        | et sepulchra eorum domus illorum in aeternum tabernacula eorum in progeniem et progeniem vocaverunt nomina sua in terris suis                      |
| 13 | יג וְאָדָם בִּיקָר, בַּל-יָלִין; נִמְשַׁל כַּבְּהֵמוֹת נִדְמוּ.                                                | Mais l’homme qui est en honneur n’a point de durée, il est semblable aux bêtes que l’on égorge. | et homo cum in honore esset non intellexit conparatus est iumentis insipientibus et similis factus est illis                                       |
| 14 | יד זֶה דַרְכָּם, כֵּסֶל לָמוֹ; וְאַחֲרֵיהֶם, בְּפִיהֶם יִרְצוּ סֶלָה.                                           | Telle est leur voie, leur folie, et ceux qui les suivent se plaisent à leurs discours.:Pause | haec via illorum scandalum ipsis et postea in ore suo conplacebunt diapsalma                                                                       |
| 15 | טו כַּצֹּאן, לִשְׁאוֹל שַׁתּוּ-- מָוֶת יִרְעֵם:וַיִּרְדּוּ בָם יְשָׁרִים, לַבֹּקֶר--וצירם (וְצוּרָם), לְבַלּוֹת שְׁאוֹל; מִזְּבֻל לוֹ. | Comme un troupeau, ils sont mis dans le séjour des morts, la mort en fait sa pâture; et bientôt les hommes droits les foulent aux pieds, leur beauté s’évanouit, le séjour des morts est leur demeure. | sicut oves in inferno positi sunt mors depascet eos et dominabuntur eorum iusti in matutino et auxilium eorum veterescet in inferno a gloria eorum |
| 16 | טז אַךְ-אֱלֹהִים--יִפְדֶּה נַפְשִׁי, מִיַּד-שְׁאוֹל: כִּי יִקָּחֵנִי סֶלָה.                                         | Mais Dieu sauvera mon âme du séjour des morts, car il me prendra sous sa protection.:Pause | verumtamen Deus redimet animam meam de manu inferi cum acceperit me diapsalma                                                                      |
| 17 | יז אַל-תִּירָא, כִּי-יַעֲשִׁר אִישׁ: כִּי-יִרְבֶּה, כְּבוֹד בֵּיתוֹ.                                            | Ne sois pas dans la crainte parce qu’un homme s’enrichit, parce que les trésors de sa maison se multiplient ;                                                                                          | ne timueris cum dives factus fuerit homo et cum multiplicata fuerit gloria domus eius                                                              |
| 18 | יח כִּי לֹא בְמוֹתוֹ, יִקַּח הַכֹּל; לֹא-יֵרֵד אַחֲרָיו כְּבוֹדוֹ.                                            | car il n’emporte rien en mourant, ses trésors ne descendent point après lui. | quoniam cum interierit non sumet omnia neque descendet cum eo pone gloria eius                                                                     |
| 19 | יט כִּי-נַפְשׁוֹ, בְּחַיָּיו יְבָרֵךְ; וְיוֹדֻךָ, כִּי-תֵיטִיב לָךְ.                                             | Il aura beau s’estimer heureux pendant sa vie, on aura beau te louer des jouissances que tu te donnes,                                                                                                 | quia anima eius in vita ipsius benedicetur confitebitur tibi cum benefeceris ei                                                                    |
| 20 | כ תָּבוֹא, עַד-דּוֹר אֲבוֹתָיו; עַד-נֵצַח, לֹא יִרְאוּ-אוֹר.                                             | tu iras néanmoins au séjour de tes pères, qui jamais ne reverront la lumière. | introibit usque in progenies patrum suorum usque in aeternum non videbit lumen                                                                     |
| 21 | כא אָדָם בִּיקָר, וְלֹא יָבִין; נִמְשַׁל כַּבְּהֵמוֹת נִדְמוּ.                                                | L’homme qui est en honneur, et qui n’a pas d’intelligence, est semblable aux bêtes que l’on égorge. | homo in honore cum esset non intellexit conparatus est iumentis insipientibus; et similis factus est illis                                         |

## Usages liturgiques

### Dans le judaïsme
Ce Psaume est récité le jour de Parshat Shekalim,
il est aussi récité après les prières de Shacharit et l'office du soir pendant la période de deuil,.
Le verset 6 fait partie des prières de repentance récitées la veille de Roch Hachana.

### Dans le christianisme

#### Chez les catholiques
Le Psaume 49 (48) est actuellement chanté dans la liturgie des Heures à l’office de vêpres le mardi de la semaine II.